# John Fitch
John Fitch (n. 4 august 1917) a fost un pilot american de Formula 1 care a evoluat în Campionatul Mondial în 1953 și 1955.
1. ↑   https://results.motorsportstats.com/drivers/john-fitch/career Lipsește sau este vid: |title= (ajutor)